# Liste von Dichterjuristen
Der Begriff Dichterjurist bezeichnet einen Dichter (Epiker, Schriftsteller, Lyriker, Dramatiker) mit juristischer Ausbildung. Die Bedeutung eines Dichters ist messbar anhand der Rezeptionsgeschichte seiner Werke. Dabei liefern Literaturpreise ein Indiz für die zeitgenössische Wertschätzung des Geehrten.

## Nach Epochen
Die folgende Liste bedeutender Dichterjuristen ist nach Epochen geordnet. Die chronologische Einordnung richtet sich danach, in welcher Epoche der Dichterjurist maßgeblich gewirkt hat.

## Antike
|  | Name (Lebensdaten)                                   | Tätigkeit                                          | Bedeutende Werke                                  |
|  | ---------------------------------------------------- | -------------------------------------------------- | ------------------------------------------------- |
|  | Marcus Tullius Cicero * 106 v. Chr. † 43 v. Chr.     | römischer Politiker, Anwalt, Philosoph und Lyriker | De oratore, De re publica, Orationes In Catilinam |
|  | Publius Ovidius Naso * 43 v. Chr. † 17 v. Chr.       | römischer Lyriker und Erzähler, Richter            | Metamorphoseon libri, Ars amatoria, Amores        |
|  | Lucius Annaeus Seneca * 1 n. Chr. † 65 n. Chr.       | römischer Philosoph und Dramatiker, Anwalt         | Epistulae morales, Apocolocyntosis, Dialoge       |
|  | Publius Cornelius Tacitus * 55 n. Chr. † 116 n. Chr. | römischer Geschichtsschreiber                      | Germania, Annales, Historiae                      |

## Mittelalter
|  | Name (Lebensdaten)               | Tätigkeit                                    | Bedeutende Werke |
|  | -------------------------------- | -------------------------------------------- | ---------------- |
|  | Francesco Petrarca * 1304 † 1374 | italienischer Dichter, Humanist und Diplomat | Canzoniere       |
|  | Giovanni Boccaccio * 1313 † 1375 | italienischer Erzähler,                      | Decamerone       |

## 16. Jahrhundert
|                                    | Name (Lebensdaten)                | Tätigkeit                                                                      | Bedeutende Werke    |
| ---------------------------------- | --------------------------------- | ------------------------------------------------------------------------------ | ------------------- |
|                                    | Sebastian Brant * 1457 † 1521     | deutscher Erzähler und Dichter, Syndikus und Kanzler der Reichsstadt Freiburg  | Das Narrenschiff    |
|                                    | Thomas Morus * 1478 † 1535        | englischer Erzähler, Humanist und Lordkanzler                                  | Utopia              |
|                                    | Michel de Montaigne * 1533 † 1592 | französischer Essayist und Humanist, Gerichtsrat und Bürgermeister in Bordeaux | Essais              |
| Porträt von Johann Fischart (1608) | Johann Fischart * 1545 † 1591     | deutscher Schriftsteller und Dichter, Advokat in Speyer und Amtmann in Forbach | Geschichtklitterung |

## 17. Jahrhundert
|  | Name (Lebensdaten)                | Tätigkeit                                                          | Bedeutende Werke                                                  |
|  | --------------------------------- | ------------------------------------------------------------------ | ----------------------------------------------------------------- |
|  | Pierre Corneille * 1606 † 1684    | französischer Dramatiker, Magistrat                                | Le Cid                                                            |
|  | Andreas Gryphius * 1616 † 1664    | deutscher Lyriker und Dramatiker, Syndikus der Glogauer Landstände | Sonette                                                           |
|  | Jean de La Fontaine * 1621 † 1695 | französischer Erzähler, Rechtsanwalt                               | Fabeln                                                            |
|  | Molière * 1622 † 1673             | französischer Dramatiker, Anwalt                                   | Der Geizige, Der Menschenfeind, Der eingebildete Kranke, Tartuffe |
|  | Charles Perrault * 1628 † 1703    | französischer Erzähler, Anwalt                                     | Contes de fées, Les Contes de ma mère l’Oye                       |

## 18. Jahrhundert
|  | Name (Lebensdaten)                       | Tätigkeit                                                      | Bedeutende Werke                                                                                      |
|  | ---------------------------------------- | -------------------------------------------------------------- | --- |
|  | Charles de Montesquieu * 1689 † 1755     | französischer Schriftsteller, Richter und Staatsrechtler       | Vom Geist der Gesetze, Persische Briefe                                                               |
|  | François Gayot de Pitaval * 1673 † 1743  | französischer Advokat                                          | Pitaval                                                                                               |
|  | Henry Fielding * 1707 † 1754             | englischer Erzähler und Dramatiker, Magistrat                  | Tom Jones: Die Geschichte eines Findelkindes                                                          |
|  | Matthias Claudius * 1740 † 1815          | deutscher Dichter                                              | Gedichte                                                                                              |
|  | Johann Wolfgang von Goethe * 1749 † 1832 | deutscher Dichter, Erzähler und Dramatiker, Minister in Weimar | Die Leiden des jungen Werthers, Wahlverwandtschaften, West-östlicher Divan, Marienbader Elegie, Faust |
|  | Walter Scott * 1771 † 1832               | schottischer Erzähler und Dichter, Anwalt                      | Ivanhoe                                                                                               |
|  | Novalis * 1772 † 1801                    | deutscher Dichter und Erzähler, Salinenassessor                | Hymnen an die Nacht, Heinrich von Ofterdingen                                                         |

## 19. Jahrhundert
|  | Name (Lebensdaten)                      | Tätigkeit                                                                        | Bedeutende Werke                                                                                              |
|  | --------------------------------------- | -------------------------------------------------------------------------------- | --- |
|  | E.T.A. Hoffmann * 1776 † 1822           | deutscher Erzähler und Essayist, Richter am Kammergericht                        | Die Elixiere des Teufels, Lebens-Ansichten des Katers Murr, Der goldne Topf, Nachtstücke, Die Serapionsbrüder |
|  | Ludwig Uhland * 1787 † 1862             | deutscher Dichter, Rechtsanwalt                                                  | Gedichte |
|  | Joseph von Eichendorff * 1788 † 1857    | deutscher Dichter und Erzähler, Geheimer Regierungsrat                           | Aus dem Leben eines Taugenichts, Gedichte                                                                     |
|  | Franz Grillparzer * 1791 † 1872         | österreichischer Dramatiker und Erzähler, Archivdirektor bei der k. k. Hofkammer | König Ottokars Glück und Ende, Der arme Spielmann                                                             |
|  | Heinrich Heine * 1797 † 1856            | deutscher Dichter und Essayist, Doktor beider Rechte                             | Buch der Lieder, Deutschland. Ein Wintermärchen, Die Harzreise, Die romantische Schule                        |
|  | Christian Dietrich Grabbe * 1801 † 1836 | deutscher Dramatiker, Auditeur                                                   | Scherz, Satire, Ironie und tiefere Bedeutung                                                                  |
|  | Johann Nestroy * 1801 † 1862            | österreichischer Dramatiker, Jurist                                              | Der Talisman                                                                                                  |
|  | Theodor Storm * 1817 † 1888             | deutscher Dichter und Erzähler, Rechtsanwalt, Kreisrichter und Landvogt          | Immensee, Pole Poppenspäler, Der Schimmelreiter                                                               |
|  | Robert Louis Stevenson * 1850 † 1894    | schottischer Erzähler, Rechtsanwalt                                              | Die Schatzinsel, Der seltsame Fall des Dr. Jekyll und Mr. Hyde                                                |
|  | Emile Verhaeren * 1855 † 1916           | belgischer Dichter, Jurist                                                       | Gedichte |

## 20. Jahrhundert
|  | Name (Lebensdaten)                                                                         | Tätigkeit | Bedeutende Werke                                                                                              |
|  | ------------------------------------------------------------------------------------------ | --- | --- |
|  | Maurice Maeterlinck * 29. August 1862 in Gent † 6. Mai 1949 in Nizza                       | belgischer Dramatiker und Erzähler                                                                                          | Pelléas et Mélisande                                                                                          |
|  | Filippo Tommaso Marinetti * 22. Dezember 1876 in Alexandria † 2. Dezember 1944 in Bellagio | italienischer Erzähler und Essayist, Jurist                                                                                 | Mafarka der Futurist, Futuristisches Manifest                                                                 |
|  | Nikos Kazantzakis * 2. März 1883 in Iraklio † 26. Oktober 1957 in Freiburg im Breisgau     | griechischer Erzähler, Doktor der Rechte                                                                                    | Alexis Sorbas                                                                                                 |
|  | Georg Heym * 1887 in Hirschberg † 16. Januar 1912 in Gatow                                 | deutscher Dichter und Erzähler, Rechtsreferendar                                                                            | Gedichte |
|  | Franz Kafka * 3. Juli 1883 in Prag † 3. Juni 1924 in Kierling                              | deutschsprachiger Erzähler, Dr. iur. Obersekretär bei der „Arbeiter-Unfall-Versicherungs-Anstalt für das Königreich Böhmen“ | Der Process, Das Schloß, Die Verwandlung, Das Urteil, Vor dem Gesetz, In der Strafkolonie, Ein Hungerkünstler |
|  | Kurt Tucholsky * 9. Januar 1890 in Berlin † 21. Dezember 1935 in Göteborg                  | deutscher Erzähler und Dichter, Doktor der Rechte                                                                           | Gedichte, Feuilleton                                                                                          |
|  | Zbigniew Herbert * 29. Oktober 1924 in Lemberg † 28. Juli 1998 in Warschau                 | polnischer Dichter, Magister des Rechts                                                                                     | Pan Cogito |
|  | Carlos Fuentes * 11. November 1928 in Panama-Stadt † 15. Mai 2012 in Mexiko-Stadt          | mexikanischer Erzähler, Diplomat                                                                                            | La muerte de Artemio Cruz, Terra Nostra                                                                       |
|  | Louis Begley * 6. Oktober 1933 in Stryj, damals Polen, heute Ukraine                       | US-amerikanischer Erzähler und Rechtsanwalt                                                                                 | Lügen in Zeiten des Krieges                                                                                   |

## 21. Jahrhundert
|  | Name (Lebensdaten)                                                 | Tätigkeit | Bedeutende Werke                                     |
|  | ------------------------------------------------------------------ | --- | ---------------------------------------------------- |
|  | Bernhard Schlink * 6. Juli 1944 in Bielefeld                       | Professor für Öffentliches Recht und Rechtsphilosophie an der Humboldt-Universität zu Berlin, Richter am Verfassungsgerichtshof für das Land Nordrhein-Westfalen. | Der Vorleser                                         |
|  | Janko Ferk * 11. Dezember 1958 in St. Kanzian, Kärnten, Österreich | österreichischer Schriftsteller, Richter am Landesgericht, Professor an der Universität Klagenfurt                                                                | Brief an den Staatsanwalt. Eine forensische Novelle. |
|  | Ferdinand von Schirach * 1964 in München                           | Schriftsteller, Rechtsanwalt | Verbrechen                                           |

## Alphabetisch
Diese alphabetisch sortierte Aufstellung enthält Dichterjuristen, die in dieser oder einer anderen Wikipedia verzeichnet sind.

## A
- Austin Abbott (1831–1896), US-amerikanischer Gelehrter, Erzähler und Rechtsanwalt
- Bernhard Abeken (1826–1901), deutscher Erzähler, Rechtsanwalt und Reichstagsabgeordneter
- Matthias Abele von und zu Lilienberg (1616 oder 1618–1677), österreichischer Dramatiker, Stadtschreiber von Krems und Stein, Richter und Regierungsjurist
- Leo Abse (1917–2008), britischer Rechtsanwalt, Politiker und Autor
- Paul Adler (1878–1946), deutscher Schriftsteller und Rechtsanwalt
- Giorgio Agamben (* 1942), italienischer Philosoph und Essayist
- Willibald Alexis (1798–1871), deutscher Schriftsteller und Dichter
- David Ambrose (* 1943), britischer Schriftsteller und Jurist
- François Andrieux (1759–1833), französischer Gelehrter, Dramatiker und Richter
- August Apel (1771–1816), deutscher Gelehrter, Dramatiker, Erzähler und Rechtsanwalt
- Achim von Arnim (1781–1831), deutscher Dichter
- Johann Georg Daniel Arnold (1780–1829), deutscher Gelehrter, Dramatiker und Lyriker
- Louis Auchincloss (1917–2010), US-amerikanischer Romancier, Historiker, Essayist und Rechtsanwalt
- Raoul Auernheimer (1876–1948), österreichischer Jurist und Schriftsteller
- Tash Aw (* 1971/1973), taiwanesischer Dichterjurist
- Francisco Ayala (1906–2009), spanischer Schriftsteller und Soziologe

## B
- David Baldacci (* 1960), US-amerikanischer Erzähler und Drehbuchautor; Strafverteidiger und Wirtschaftsjurist
- Karl Baldamus (1784–1852), deutscher Lyriker, Erzähler, Publizist und Advokat
- Honoré de Balzac (1799–1850), französischer Romancier
- Jakob Baxa (1895–1979), österreichischer Soziologe, Jurist, Kultur- und Literaturhistoriker und Dichter
- Louis Begley (* 1933), US-amerikanischer Erzähler und Rechtsanwalt
- Larissa Behrendt (* 1969), australische Gelehrte, Erzählerin und Rechtsanwältin
- Karl Christian Ernst von Bentzel-Sternau (1767–1849), deutscher Romancier und Satiriker, Oberhofgerichtspräsident, Staats- und Finanzminister
- Martin Beradt (1881–1949), deutscher Schriftsteller und Jurist
- Max Bernstein (1854–1925), deutscher Kritiker, Dramatiker und Erzähler, Rechtsanwalt
- Michael Beuther (1522–1587), deutscher Gelehrter, Lyriker und Kirchenrat
- Franz Adam Beyerlein (1871–1949), deutscher Erzähler, Dramatiker und Jurist
- Willem Bilderdijk (1756–1831), niederländischer Rechtsanwalt, Poet und Dramatiker
- Wolfgang Bittner (* 1941), deutscher Schriftsteller, Rechtsanwalt
- Hans Friedrich Blunck (1888–1961), deutscher Erzähler, Lyriker, Regierungsrat und Universitätssyndikus
- Johann Caspar Bluntschli (1808–1881), schweizerischer Rechtswissenschaftler
- Norberto Bobbio (1909–2004), italienischer Rechtsphilosoph und Autor
- Paul von Bojanowski (1834–1915), deutscher Schriftsteller, Journalist, Bibliothekar und Gerichtsreferendar
- Achille Bonito Oliva (* 1939), italienischer Gelehrter und Lyriker
- Ludwig Börne (1786–1837), deutscher Schriftsteller
- Karl Friedrich Borée (1886–1964), deutscher Schriftsteller
- Sebastian Brant (1457 oder 1458–1521), deutscher Gelehrter, Lyriker und Richter am Reichskammergericht
- Erich Brautlacht (1902–1957), deutscher Erzähler und Richter
- Fred Breinersdorfer (* 1946), deutscher Drehbuchautor und Rechtsanwalt
- Léonie-Claire Breinersdorfer (* 1976), deutsche Drehbuchautorin und Anwältin
- Barthold Heinrich Brockes (1680–1747), deutscher Schriftsteller und Dichter; Stadt- und Landrichter, Amtmann
- Max Brod (1884–1968), deutschsprachiger jüdischer Schriftsteller, Übersetzer und Komponist
- Jan Brzechwa (1898–1966), polnischer Poet, Kinderbuchautor und Übersetzer
- Mile Budak (1889–1945), kroatischer Schriftsteller, Publizist und Politiker
- Heinrich Alfred Bulthaupt (1849–1905), deutscher Dramatiker, Lyriker und Rechtsanwalt
- Gottfried August Bürger (1747–1794), deutscher Lyriker und Gelehrter
- Kemal Burkay (* 1937), kurdischer Schriftsteller, Politiker und Rechtsanwalt
- Matthias Buth (* 1951), Lyriker und Essayist, Justiziar im Bundeskanzleramt
- Dino Buzzati (1906–1972), italienischer Schriftsteller und Redakteur

## C
- Ian Callinan (* 1937), australischer Richter und Erzähler
- Miguel Cané (1851–1905), argentinischer Anwalt, Politiker und Autor
- Gianrico Carofiglio (* 1961), italienischer Richter, Staatsanwalt und Erzähler
- Stephen L. Carter (* 1954), US-amerikanischer Gelehrter und Erzähler
- Miguel de Cervantes (1547–1616), spanischer Autor und Nationaldichter
- Peter O. Chotjewitz (1934–2010), deutscher Erzähler und Jurist
- Marcus Tullius Cicero (106 v. Chr.–43 v. Chr.), römischer Politiker, Anwalt, Philosoph und Lyriker
- Matthias Claudius (1740–1815), deutscher Lyriker
- Heinrich Clauren (1771–1854), deutscher Schriftsteller, Geheimer Hofrat
- Paulo Coelho (* 1947), brasilianischer Erzähler
- John Connor (* 1946), britischer Schriftsteller und Staatsanwalt
- Paolo Conte (* 1937), italienischer Chansontexter, Rechtsanwalt
- Gottlieb Siegmund Corvinus (1677–1747), deutscher Lyriker, Romancier, Notar und Advokat
- William Cowper (1731–1800), englischer Dichter und Rechtsanwalt
- Anthony Cronin (1928–2016), irischer Schriftsteller und Bachelor of Laws

## D
- Felix Dahn (1834–1912), deutscher Gelehrter, Romancier und Lyriker
- Richard Henry Dana, Jr. (1815–1882), US-amerikanischer Erzähler, Rechtsanwalt und Bundesstaatsanwalt
- Franz Josef Degenhardt (1931–2011), deutscher Dichter, Romancier und Sänger, Rechtsanwalt
- John Denham (1615–1669), irischer Schriftsteller und Rechtsanwalt
- Henry Denker (* 1912), US-amerikanischer Erzähler, Dramatiker und Anwalt
- Alan M. Dershowitz (* 1938), US-amerikanischer Gelehrter, Erzähler und Anwalt
- Janus Djurhuus (1881–1948), färöischer Lyriker
- Albert Drach (1902–1995), österreichischer Erzähler, Lyriker und Dramatiker, Rechtsanwalt
- Everwin von Droste zu Hülshoff (um 1540–1604), deutscher Humanist und Kirchenjurist
- Wilderich von Droste zu Hülshoff (* 1948), deutscher Jurist und Schriftsteller
- Marguerite Duras (1914–1996), französische Schriftstellerin und Drehbuchautorin

## E
- Georg Ebers (1837–1898), deutscher Gelehrter und Erzähler
- Wilfried Eggers (* 1951), deutscher Krimiautor und Rechtsanwalt
- Joseph von Eichendorff (1788–1857), deutscher Lyriker, Romancier und Dramatiker, Geheimer Regierungsrat
- Ludwig Eichrodt (1827–1892), deutscher Lyriker und Oberamtsrichter
- Gerd Eidam (* 1941), deutscher Romancier und Rechtsanwalt
- Friedrich von Einsiedel (1750–1828), deutscher Erzähler und Präsident des Weimarer Oberappellationsgerichts
- Thomas Elbel (* 1968), deutscher Fantasyautor und Professor für öffentliches Recht
- Hanns Heinz Ewers (1871–1943), deutscher Erzähler und Lyriker
- Albrecht von Eyb (1420–1475), deutscher Schriftsteller und Übersetzer, Kammerherr

## F
- Linda Fairstein (* 1947), US-amerikanische Erzählerin und Staatsanwältin
- James Gordon Farrell (1935–1979), britisch-irischer Schriftsteller
- Reinhard Federmann (1923–1976), österreichischer Schriftsteller
- Janko Ferk (* 1958), österreichischer Dichter, Schriftsteller und Richter
- Henry Fielding (1707–1754), englischer Erzähler und Dramatiker
- Pedro Figueredo (1819–1870), kubanischer Dichter und Rechtsanwalt
- Ertuğrul Oğuz Fırat (1923–2014), türkischer Dichter, Richter
- Gustave Flaubert (1821–1880), französischer Romancier
- Ossip K. Flechtheim (1909–1998), deutscher Essayist, Politologe und Jurist
- Adolf Foglár (1822–1900), österreichischer Erzähler und Dramatiker, Landgerichtsrat
- Bruno Frank (1887–1945), deutscher Schriftsteller und Dramatiker
- Karl Emil Franzos (1848–1904), österreichischer Erzähler und Lyriker
- Paulo Freire (1921–1997), brasilianischer Pädagoge, Autor und Anwalt
- Johann Gottlieb Frenzel (1715–1780), deutscher Dichter, Oberamtsadvokat
- Johann Burchard Freystein (1671–1718), deutscher Kirchenliederdichter, Rechtsanwalt, Justizrat
- Carlos Fuentes (1928–2012), mexikanischer Schriftsteller

## G
- Inge Gampl (1929–2018), österreichische Rechtswissenschaftlerin und Autorin von Kriminalromanen
- Carl Ludwig Giesecke (1761–1833), deutscher Gelehrter, Dichter und Jurist
- Emily Giffin (* 1972), US-amerikanische Erzählerin
- Johann Wolfgang von Goethe (1749–1832), deutscher Romancier, Lyriker und Dramatiker, Minister in Weimar
- Nahum Goldmann (1895–1982), israelisch-schweizerischer Autor und promovierter Jurist
- Carlo Goldoni (1707–1793), italienischer Komödiendichter und Librettist, Advokat
- Yvan Goll (1891–1950), deutsch-französischer Lyriker und Dramatiker
- Witold Gombrowicz (1904–1969), polnischer Schriftsteller
- Edmond de Goncourt (1822–1896), französischer Romancier und Dramatiker, Ministerialbeamter
- Ghazi al-Gosaibi (1940–2010), saudi-arabischer Schriftsteller, Politiker und Diplomat
- Christian Dietrich Grabbe (1801–1836), deutscher Dramatiker und Lyriker, Militär-Auditeur
- Giovanni Vincenzo Gravina (1664–1718), italienischer Schriftsteller und Jurist
- Franz Grillparzer (1791–1872), österreichischer Dramatiker und Erzähler,  Archivdirektor bei der k. k. Hofkammer
- Jacob Grimm (1785–1863), deutscher Gelehrter und Märchenerzähler
- Wilhelm Grimm (1786–1859), deutscher Gelehrter und Märchenerzähler
- John Grisham (* 1955), US-amerikanischer Autor und Rechtsanwalt
- Tommaso Grossi (1791–1853), italienischer Schriftsteller und Notar
- Waldemar von Grumbkow (1888–1959), deutscher Dramatiker und Erzähler
- Andreas Gryphius (1616–1664), deutscher Dichter und Dramatiker des Barock

## H
- Jacob Israël de Haan (1881–1924), niederländischer Romancier, Rechtsanwalt
- Emil Hácha (1872–1945), tschechischer Politiker, Lyriker, Übersetzer und gewählter Präsident der Tschecho-Slowakischen Republik („Zweite Republik“; 1938–1939)
- Carl Haensel (1889–1968), deutscher Erzähler und Dramatiker, Rechtsanwalt und Justitiar beim Südwestfunk
- Max Halbe (1865–1944), deutscher Dramatiker und Erzähler
- Gerhard Anton von Halem (1752–1819), deutscher Dramatiker und Lyriker, Verwaltungsbeamter und Richter am Kaiserlichen Gerichtshof
- Samuel Carter Hall (1800–1889), irischer Schriftsteller und Rechtsanwalt
- Heinrich Hannover (1925–2023), deutscher Rechtsanwalt, Kinderbuchautor
- James Hardiman (1782–1855), irischer Schriftsteller und Jurist
- Gerhard Harkenthal (1914–1985), deutscher Schriftsteller, Rechtsanwalt
- Zsolt Harsányi (1887–1943), ungarischer Schriftsteller und Theaterleiter
- Heiko Michael Hartmann (* 1957), deutscher Erzähler, ehemals Verwaltungsbeamter beim Bundesaufsichtsamt für das Kreditwesen
- Walter Hasenclever (1890–1940), deutscher Schriftsteller
- Isabelle Hausser (* 1953), französische Verwaltungsjuristin, Schriftstellerin und Übersetzerin
- August Franz von Haxthausen (1792–1866), deutscher Jurist, Agrarwissenschaftler, Nationalökonom, Landwirt, Schriftsteller sowie Volksliedersammler.
- Werner von Haxthausen (1780–1842), deutscher Regierungsbeamter, Philologe und Gutsbesitzer
- Friedrich Hebbel (1813–1863), deutscher Dramatiker und Lyriker
- Heinrich Heine (1797–1856), deutscher Lyriker
- Friedrich Helbig (1832–1896), deutscher Dramatiker und Landgerichtsrat
- Johann Friedrich Hertzog (1647–1699), deutscher Dichter, Rechtsanwalt
- Georg Heym (1887–1912), deutscher Dramatiker, Lyriker und Erzähler
- Julie Hilden (* 19**), US-amerikanische Schriftstellerin und Rechtsanwältin
- Theodor Gottlieb von Hippel (1741–1796), deutscher Lyriker, Dramatiker und Romancier, Direktor des Königsberger Kriminalgerichts
- Rudolf Hirsch (1816–1872), österreichischer Dichter, Journalist und Bibliothekar
- Jilliane Hoffman (* 1967), US-amerikanische Schriftstellerin, stv. Staatsanwältin
- E.T.A. Hoffmann (1776–1822), deutscher Romancier und Dramatiker, Richter am Kammergericht
- Hugo von Hofmannsthal (1874–1929), österreichischer Schriftsteller, Dramatiker, Lyriker, Librettist
- Anthony Hope (1863–1933), englischer Erzähler, Rechtsanwalt und Ministerialbeamter
- Andreas Hoppert (* 1963), deutscher Krimiautor, Richter am Sozialgericht
- Bernhard Horstmann (1919–2008), deutscher Autor von Kriminalromanen
- Bohumil Hrabal (1914–1997), tschechischer Erzähler
- Rudolf Huch (1862–1943), deutscher Erzähler und Dramatiker, Rechtsanwalt und Notar
- Thomas Hughes (1822–1896), englischer Schriftsteller, Rechtsanwalt
- Maria Hyland (* 1968), irische Erzählerin und Anwältin

## I
- Carl Leberecht Immermann (1796–1840), deutscher Erzähler, Lyriker und Dramatiker, Landgerichtsrat
- Hermann Iseke (1856–1907), deutscher Epiker
- Jacques Isorni (1911–1995), französischer Anwalt und Dramatiker

## J
- Henry James (1843–1916), US-amerikanischer Erzähler und Dramatiker
- Janko Jesenský (1874–1945), slowakischer Lyriker und Epiker, Rechtsanwalt und Beamter
- Philip Jeyaretnam (1964), singapurischer Erzähler und Anwalt
- He Jiahong (1953), chinesischer Erzähler und Professor für Strafrecht an der Chinesischen Volksuniversität
- William Quan Judge (1851–1896), irisch-amerikanischer Rechtsanwalt und Autor
- Friedrich Georg Jünger (1898–1977), deutscher Lyriker und Erzähler
- Ernst Jandl (1925–2000), österreichischer Dichter und Schriftsteller

## K
- Franz Kafka (1883–1924), deutschsprachiger Erzähler, Obersekretär bei der „Arbeiter-Unfall-Versicherungs-Anstalt für das Königreich Böhmen“
- Mazhar Kaleem (* 1942), pakistanischer Erzähler und Rechtsanwalt
- Fritz Kalmar (1911–2008), österreichischer Exil-Autor und Jurist
- Friedrich Karl Kaul (1906–1981), deutscher Hochschullehrer, Erzähler der DDR
- Julius Talbot Keller (1890–1946), deutscher expressionistischer Lyriker und Landwirt
- Francis Scott Key (1779–1843), US-amerikanischer Rechtsanwalt und Dichter
- Marian Keyes (* 1963), irische Schriftstellerin
- Heinrich von Kleist (1777–1811), deutscher Dramatiker, Erzähler und Lyriker
- Friedrich Maximilian von Klinger (1752–1831), deutscher Dichter und Dramatiker
- Hans-Ulrich Klose (1937–2023), deutscher Politiker, Staatsanwalt, Regierungsdirektor; Lyrik
- Alexander Kluge (* 1932), deutscher Filmemacher, Erzähler und Rechtsanwalt
- Jakob Köbel (1462–1533), Stadtschreiber in Oppenheim
- Friedrich Koffka (1888–1951), deutscher Richter und Schriftsteller
- Ernst Koch (1808–1858), deutscher Gelehrter, Erzähler und Regierungssekretär
- Christian Gottfried Körner (1756–1831), deutscher Gelehrter, Lyriker und Oberappellationsgerichtsrat
- Eduard Kranner (1893–1977), österreichischer Schriftsteller und Rechtsanwalt
- Timm Kröger (1844–1918), deutscher Erzähler und Rechtsanwalt
- Jaan Kross (1920–2007), estnischer Schriftsteller und Jurist

## L
- Giacomo Lauri-Volpi (1892–1979), italienischer Operntenor und Musikschriftsteller
- Johann Anton Leisewitz (1752–1806), deutscher Dramatiker, Geheimer Justizrat
- Nikolaus Lenau (1802–1850), österreichischer Schriftsteller
- Karl Lieblich (1895–1984), deutscher Rechtsanwalt und Schriftsteller
- José Lezama Lima (1910–1976), kubanischer Lyriker, Regierungsbeamter
- Eleazar Lipsky (1911–1993), US-amerikanischer Erzähler und Dramatiker, Staatsanwalt und Rechtsanwalt
- Daniel Caspar von Lohenstein (1635–1683), schlesischer Dramatiker, Lyriker und Erzähler, Regierungsrat, Syndikus und Diplomat

## M
- Donagh MacDonagh (1912–1968), irischer Lyriker, Dramatiker und Epiker, Rechtsanwalt und Richter
- Archibald MacLeish (1892–1982), US-amerikanischer Lyriker und Rechtsanwalt
- Franz Mai (1911–1999), deutscher Jurist, Intendant; Dichter
- Geert Mak (* 1946), niederländischer Schriftsteller und Essayist, Dozent für Öffentliches und Ausländerrecht
- Luigi Malerba (1927–2008), italienischer Dichter
- Ernst Friedrich Georg Otto von der Malsburg (1786–1824), deutscher Lyriker, Gesandter
- Hilary Mantel (1952–2022), britische Schriftstellerin und Bachelor of Jurisprudence
- Peter Marginter (1934–2008), österreichischer Autor und Übersetzer, Verwaltungsjurist
- John Martel (* 19**), US-amerikanischer Erzähler und Rechtsanwalt
- Edgar Lee Masters (1868–1950), US-amerikanischer Lyriker, Dramatiker und Erzähler, Rechtsanwalt
- Hans Mayer (1907–2001), deutscher Literaturwissenschaftler, Jurist und Schriftsteller
- Karl Mayer (1786–1870), deutscher Lyriker, Advokat und Oberjustizrat
- Karl Mayer (1819–1889), deutscher Jurist und Politiker, Autor von Romanen und Theaterstücken
- Charles Major (1856–1913), US-amerikanischer Erzähler und Anwalt
- Scott McBain (* 1960), schottischer Roman-Autor
- Eduardo Mendoza (* 1943), spanischer Schriftsteller
- Wilhelm von Merckel (1803–1861), deutscher Dichter; Kammergerichtsrat
- Kurt Messow (1888–1955), deutscher Jurist und Schriftsteller
- Friedrich Ludwig Wilhelm Meyer (1759–1840), deutscher Dramatiker, Regierungsauditor
- Gottlieb Dieterich von Miller (1753–1822), deutscher Dichter; Oberjustizrat
- Molière (1622–1673), französischer Dramatiker
- Alfred Mombert (1872–1942), deutscher Lyriker, Rechtsanwalt
- Michel de Montaigne (1533–1592), französischer Politiker, Philosoph, Essayist und Dichter
- Montesquieu (1689–1755), französischer Schriftsteller und Staatstheoretiker, Erzähler, Vorsitzender Richter
- Thomas Moore (1779–1852), irischer Schriftsteller und Lyriker, Verwaltungsjurist
- Soma Morgenstern (1890–1976), österreichischer Schriftsteller
- Guido Morselli (1912–1973), italienischer Erzähler und Dramatiker
- John Mortimer (1923–2009), britischer Schriftsteller und Barrister
- Thomas Morus (1478–1535), englischer Staatsmann und humanistischer Autor
- Martin Mosebach (* 1951), deutscher Erzähler und Dramatiker
- Justus Möser (1720–1794), deutscher Jurist, Staatsmann, Literat und Historiker
- Paul Mühsam (1876–1960), deutschsprachiger Lyriker, Rechtsanwalt und Notar
- Friedrich Müller alias Fedja Müller (* 1938), deutscher Gelehrter und Lyriker
- Uğur Mumcu (1942–1993), türkischer Journalist, Schriftsteller und Anwalt
- Börries Freiherr von Münchhausen (1874–1945), deutscher Lyriker, Diplomat
- José Antonio Muñoz Rojas (1909–2009), spanischer Dichter und Essayist

## N
- Karl Gottfried Nadler (1809–1849), Pfälzer Mundartdichter, Advokat
- Eckart von Naso (1888–1976), deutscher Dramatiker, Erzähler
- Johann Nestroy (1801–1862), österreichischer Dramatiker
- Novalis (1772–1801), deutscher Lyriker und Erzähler, Salinenassessor

## O
- Urs Oberlin (1919–2008), Schweizer Schriftsteller
- Peter Ochs (1752–1821), Schweizer Jurist, Politiker und Historiker sowie Verfasser von Dramen und Opernlibretti
- Rudolf Olden (1885–1940), deutscher Schriftsteller und Rechtsanwalt
- Martin Opitz (1597–1639), deutscher Dichter
- Heinrich Albert Oppermann (1812–1870), deutscher Erzähler, Rechtsanwalt und Notar
- Georg M. Oswald (* 1963), deutscher Erzähler und Anwalt

## P
- Franz Daniel Pastorius (1651–1719), deutscher Anwalt, Stadtschreiber in Germantown, U.S.A.
- Andrew Barton Paterson (1864–1941), australischer Lyriker und Erzähler, Anwalt
- Richard North Patterson (* 1947), US-amerikanischer Erzähler, Staatsanwalt und Rechtsanwalt
- Gilles Perrault (1931–2023), französischer Schriftsteller und Rechtsanwalt
- Francesco Petrarca (1304–1374), italienischer Lyriker
- Christian Karl Ludwig von Pfeil (1712–1784), deutscher Lyriker; preußischer Staatsminister
- Krzysztof Piesiewicz (* 1945), polnischer Drehbuchautor, Rechtsanwalt
- Robert Pinget (1919–1997), Schweizer Erzähler, Dramatiker und Übersetzer, Rechtsanwalt
- Alexis Piron (1689–1773), französischer Lyriker und Dramatiker, Anwalt
- François Gayot de Pitaval (1673–1743), französischer Advokat
- Pitigrilli (d. i. Dino Segre; 1893–1975), italienischer Schriftsteller und Rechtswissenschaftler
- August von Platen-Hallermünde (1796–1835), deutscher Lyriker und Dramatiker
- Hanns-Ekkehard Plöger (1938–2005), deutscher Rechtsanwalt und Notar, Lyriker
- Walter Popp (* 1948), deutscher Autor, Rechtsanwalt
- France Prešeren (1800–1849), slowenischer Dichter und Rechtsanwalt
- Marcel Proust (1871–1922), französischer Romancier
- Albert Pütz (1932–2008), deutscher Schriftsteller, Richter

## Q
- Nizar Qabbani (1923–1998), syrischer Dichter und Diplomat
- Georg Quabbe (1887–1950), deutscher Essayist; Generalstaatsanwalt
- Theodor Johann Quistorp (1722–1776), deutscher Bühnenschriftsteller, Advokat, Obertribunalrat, Kämmerer

## R
- Gottlieb Wilhelm Rabener (1714–1771), deutscher Romancier und Lyriker, Steuerrevisor
- Heinrich Rantzau (1526–1598/99), Schriftsteller, Amtmann und Statthalter des dänischen Königs
- Matthew Reilly (* 1974), australischer Schriftsteller
- Charles François Marie de Rémusat (1797–1875), französischer Dramatiker, Rechtsanwalt und Minister
- Pierre-Jean Rémy (1937–2010), französischer Diplomat und Schriftsteller
- Fritz Reuter (1810–1874), niederdeutscher Erzähler
- Ruth Rewald (1906–1942), deutsche Erzählerin jüdischer Herkunft
- Alfonso Reyes (1889–1959), mexikanischer Dichter; Diplomat
- Charles Reznikoff (1894–1976), US-amerikanischer Lyriker, Rechtsanwalt
- Elmer Rice (1892–1967), US-amerikanischer Dramatiker
- Johann Kaspar Riesbeck (1754–1786), deutscher Schriftsteller und Jurist
- Rainer Maria Rilke (1875–1926), österreichischer Autor und Lyriker
- Walther Rode (1876–1934), österreichischer Rechtsanwalt und Schriftsteller
- Georges Rodenbach (1855–1898), belgischer Lyriker, Anwalt
- Peter Rosei (* 1946), österreichischer Erzähler, Lyriker und Dramatiker
- Herbert Rosendorfer (1934–2012), deutscher Erzähler und Dramatiker, Richter am Oberlandesgericht
- Ernst Roth (1896–1971), österreichischer Romancier und Jurist
- Karl Rottmanner (1783–1824), deutscher Lyriker und Jurist
- Viktor Rydberg (1828–1895), schwedischer Gelehrter, Erzähler und Lyriker

## S
- Joseph Victor von Scheffel (1826–1886), deutscher Gelehrter, Erzähler und Lyriker
- Ferdinand von Schirach (* 1964), deutscher Strafverteidiger und Schriftsteller
- Johann Elias Schlegel (1719–1749), deutscher Gelehrter und Dramatiker
- Bernhard Schlink (* 1944), deutscher Gelehrter, Erzähler, Verfassungsrichter
- Georg Schmückle (1880–1948), deutscher Erzähler und Lyriker, Staatsanwalt
- Levin Schücking (1814–1883), deutscher Erzähler, Dramatiker und Lyriker
- Wolfgang Schüler (* 1952), deutscher Erzähler und Rechtsanwalt
- Johann von Schwarzenberg (1463–1528), Dichter; Hofmeister
- F. R. Scott (1899–1985), kanadischer Lyriker und Verfassungsrechtler
- Walter Scott  (1771–1832), schottischer Erzähler und Lyriker, Anwalt
- Lisa Scottoline (* 1955), US-amerikanische Erzählerin, Anwältin
- Walter Serner (1889–1942), deutscher Erzähler und Dadaist
- Johann Gottfried Seume (1763–1810), deutscher Lyriker
- Max von Seydel (1846–1901) alias Max Schlierbach, deutscher Gelehrter, Lyriker, Regierungsassessor
- Daren Shiau (* 1971), singapurischer Erzähler und Lyriker, Rechtsanwalt
- Philipp Jakob Siebenpfeiffer (1789–1845), deutscher Lyriker und Erzähler, Verwaltungsbeamter
- Sheldon Siegel (* 1958), US-amerikanischer Erzähler und Rechtsanwalt
- Florenz Friedrich Sigismund (1791–1877), deutscher Justizrat und Dichter
- Hermann Sinsheimer (1883–1950), deutscher Literat und Rechtsanwalt
- Alexander McCall Smith (* 1948), simbabwischer Gelehrter und Erzähler
- Anton Matthias Sprickmann (1749–1833), deutscher Gelehrter und Dramatiker
- Maximilian Steinbeis (* 1970), deutscher Schriftsteller und Journalist
- Jörg Steinleitner (* 1971), deutscher Rechtsanwalt und Schriftsteller
- Wallace Stevens (1879–1955), US-amerikanischer Lyriker, Essayist und Anwalt
- Robert Louis Stevenson (1850–1894), schottischer Schriftsteller
- Karl Stieler (1842–1885), deutscher Schriftsteller, Rechtsanwalt
- Georg Stiernhielm (1598–1672), schwedischer Lyriker, Verwaltungsbeamter und Richter
- Adalbert Stifter (1805–1868), österreichischer Erzähler
- Friedrich Leopold zu Stolberg-Stolberg  (1750–1819), deutscher Dichter und Dramatiker; Diplomat
- Theodor Storm (1817–1888), deutscher Lyriker und Erzähler, Rechtsanwalt, Kreisrichter und Landvogt
- Karl Hans Strobl (1877–1946), österreichischer Erzähler, Schriftführer am Kreisgericht und Finanzkommissär

## T
- Publius Cornelius Tacitus (55–116), römischer Geschichtsschreiber
- Otto von Taube (1879–1973), deutscher Schriftsteller
- Jodocus Donatus Hubertus Temme (1798–1881), deutscher Erzähler, Staatsanwalt und Richter
- Ionel Teodoreanu (1897–1954), rumänischer Erzähler und Rechtsanwalt
- Studs Terkel (1912–2008), US-amerikanischer Autor
- Ludwig Thoma (1867–1921), deutscher Erzähler und Dramatiker, Rechtsanwalt
- Morley Torgov (* 1927), kanadischer Erzähler und Rechtsanwalt
- Albion W. Tourgée (1838–1905), US-amerikanischer Erzähler, Rechtsanwalt und Richter
- Adam Trabert (1822–1914), deutschsprachiger Erzähler, Lyriker und Dramatiker, Rechtsanwalt, Bahnbeamter
- Gustav Trockenbrodt (1869–1904), deutscher Lyriker und Notariatskanzlist
- Kurt Tucholsky (1890–1935), deutscher Erzähler, Lyriker und Dramatiker
- Scott Turow (* 1949), US-amerikanischer Erzähler und Rechtsanwalt

## U
- Friedrich von Uechtritz (1800–1875), deutscher Dramatiker und Erzähler, Geheimer Justizrath
- Ludwig Uhland (1787–1862), deutscher Gelehrter, Lyriker, Ministerialbeamter und Rechtsanwalt
- Karl Uschner (1802–1876), deutscher Dichter und Erzähler, Geheimer Justizrat

## V
- Andrew Vachss (1942–2021), US-amerikanischer Erzähler und Comic-Autor, Rechtsanwalt
- Birgit Vanderbeke (1956–2021), deutsche Schriftstellerin
- Lucian Vărșăndan (* 1975), rumänischer Autor und Theaterintendant
- Friedrich Karl von Vechelde (1801–1846), deutscher Schriftsteller, Publizist, Historiker und Jurist
- Carl Franz van der Velde (1779–1824), deutscher Romancier und Stadtrichter
- Jules Verne (1828–1905), französischer Schriftsteller
- Eva Völler (* 1956), deutsche Erzählerin, Richterin und Rechtsanwältin
- Voltaire (1694–1778), französischer Schriftsteller
- John Friedrich Vuilleumier (1893–1976), schweizerischer Erzähler und Dramatiker

## W
- Wilhelm Heinrich Wackenroder (1773–1798), deutscher Schriftsteller und Jurist
- Tonio Walter (* 1971), deutscher Strafrechtler und Erzähler
- Samuel Warren (1807–1877), englischer Erzähler, Rechtsanwalt
- Karl Julius Weber (1767–1832), deutscher Schriftsteller und Satiriker
- Frank Wedekind (1864–1918), deutscher Dramatiker, Lyriker und Erzähler
- Joseph H. H. Weiler (* 1951), US-amerikanischer Gelehrter südafrikanischer Herkunft, Erzähler
- Zacharias Werner (1768–1823), deutscher Dramatiker und Lyriker, Kammersekretär
- Ernst Wichert (1831–1902), deutscher Dramatiker und Erzähler, Geheimer Justizrat
- Christoph Martin Wieland (1733–1813), deutscher Dichter, Übersetzer und Herausgeber
- Paul Wigand (1786–1866), deutscher Erzähler, Lyriker und Dramatiker, Stadtgerichtsdirektor
- Douglas E. Winter (* 1950), US-amerikanischer Schriftsteller, Rechtsanwalt
- Paul Winter (1904–1969), tschechisch-britischer Rechtsanwalt, Lyriker und Theologiehistoriker.
- Hugo Wolf (1888–1946), österreichischer Rechtsanwalt und Schriftsteller
- Alfred Wolfenstein (1883–1945), deutscher Lyriker und Dramatiker

## Y
- J. Lanier Yeates (* 1945), US-amerikanischer Rechtsanwalt und Erzähler
- Helîm Yûsiv (* 1967), syrisch-kurdischer Erzähler

## Z
- Manfred Zach (* 1947), deutscher Erzähler und Dramatiker, Ministerialbeamter
- Juli Zeh (* 1974), deutsche Schriftstellerin, juristischer Schwerpunkt beim Völkerrecht
- Caspar Ziegler (1621–1690), deutscher Gelehrter und Lyriker
- Franz Wilhelm Ziegler (1803–1876), preußischer Erzähler, Rechtsanwalt und Oberbürgermeister
- Rudolf Zipkes (1911–2013), Schweizer Essayist, Obergerichtsschreiber